# Megamind vs. the Doom Syndicate
Megamind vs. the Doom Syndicate is een Amerikaanse geanimeerde komische superheldenfilm uit 2024, geregisseerd door Eric Fogel en geproduceerd door DreamWorks Animation Television. De film is een vervolg op Megamind (2010) en dient als pilot voor de televisieserie Megamind Rules!.

## Verhaal
Megamind, de nieuwe beschermer van Metro City, stelt een team samen om de confrontatie aan te gaan met zijn voormalige slechterikpartners.

## Rolverdeling
| Acteur           | Personage          | Opmerkingen                                           |
| ---------------- | ------------------ | ----------------------------------------------------- |
| Keith Ferguson   | Megamind           | Ferguson vervangt Will Ferrell uit de originele film. |
| Laura Post       | Roxanne Ritchi     | Post vervangt Tina Fey uit de originele film.         |
| Josh Brener      | Ol' Chum           | Brener vervangt David Cross uit de originele film.    |
| Maya Aoki Tuttle | Keiko Morita       |                                                       |
| Emily Tunon      | Lady Doppler       |                                                       |
| Talon Warburton  | Lord Nighty-Knight |                                                       |
| Scott Adsit      | Pierre Pressure    |                                                       |
| Chris Sullivan   | Behemoth           |                                                       |
| Tony Hale        | Mel / Mr. Donut    |                                                       |
| Jeanine Mason    | Christina Christo  |                                                       |
| Adam Lambert     | Machiavillain      |                                                       |

## Release
De film werd op 1 maart 2024 uitgebracht op de streamingdienst Peacock.

## Ontvangst
De film ontving op RogerEbert.com twee sterren. en op Letterboxd tweeënhalve ster.